# Christenberger Talgrund
Das Naturschutzgebiet Christenberger Talgrund liegt auf dem Gebiet der Stadt Wetter (Hessen) im Landkreis Marburg-Biedenkopf in Hessen am Rodenbach (GKZ 2581852), der in Simtshausen in die Wetschaft mündet. Es liegt am Westrand des Burgwalds, südlich des namensgebenden Christenbergs, und endet im Westen an der gerodeten Wetschaft-Senke, wo der Bach sich zunächst nach Süden wendet und den Burgwald von Westen flankiert.
Das etwa 105,4 ha große Gebiet, das im Jahr 1987 unter der Kennung 1534018 unter Naturschutz gestellt wurde, erstreckt sich nördlich von Mellnau, einem Ortsteil der Stadt Wetter, und südöstlich des Kernortes der Gemeinde Münchhausen (am Christenberg). Südlich des Gebietes verläuft die Kreisstraße von Simtshausen nach Mellnau und westlich die frühere B 252 zwischen Wetter und Münchhausen, noch etwas weiter westlich die neue B 252.
Seit 2008 ist das Gebiet mit 105,3 ha fast flächengleich als FFH-Gebiet ausgewiesen. Im Gebiet begünstigt das feucht-kühle Lokalklima bedrohte Laubwaldgesellschaften sowie die Entwicklung von Übergangsmooren (Braun-Seggen und Torfmoose). Das Talmoor ist trotz mehrfach versuchter Entwässerung ein naturnahe Lebensraum geblieben. Die Vegetation ähnelt der der FFH-Gebiete Wiesbüttmoor mit angrenzenden Waldflächen und Rotes Wasser von Olfen. Als Besonderheiten finden sich Vorkommen des Torfmooses Sphagnum imbricatum, des Mittleren Sonnentaus, zahlreiche Libellenarten wie die Zweigestreifte Quelljungfer und die Blauflügel-Prachtlibelle sowie die Gerandete Jagdspinne.